# 刘小姬

平皋公主（?—?），名刘小姬，是东汉第二任皇帝明帝刘庄的第六女。永平十二年（69年），汉明帝刘庄册封她为平皋公主，刘小姬嫁给昌安侯侍中邓蕃。邓蕃是开国功臣邓禹的孙子。五姐沁水公主則嫁給鄧禹另一個孫子鄧乾。